# Futsal Confederations Cup
La Futsal Confederations Cup è un trofeo internazionale riservato alle vincitrici dei vari trofei continentali di calcio a 5.
La prima edizione del trofeo, tenutasi dal 5 ottobre all'11 ottobre 2009 in Libia, è stato organizzato dalla Federazione calcistica della Libia ed approvato dalla FIFA; allora avevano declinato l'invito a partecipare i campioni del mondo e del Sudamerica del Brasile, sostituiti dall'Uruguay, e la Spagna vicecampione del mondo e campione d'Europa.

## Edizioni
| Anno          | Ospitante |           | Finale    | Finale   | Finale |
| Anno          | Ospitante | Vincitore | Risultato | 2º posto |        |
| 2009 Dettagli | Libia     | Iran      | girone    | Uruguay  |        |